# Егг-Гарбор (Вісконсин)
Егг-Гарбор (англ. Egg Harbor) — селище (англ. village) в США, в окрузі Дор штату Вісконсин. Населення — 358 осіб (2020).

## Географія
Егг-Гарбор розташований за координатами 45°3′10″ пн. ш. 87°18′6″ зх. д. / 45.05278° пн. ш. 87.30167° зх. д. (45.052667, -87.301746).  За даними Бюро перепису населення США в 2010 році селище мало площу 17,94 км², з яких 6,36 км² — суходіл та 11,58 км² — водойми.

## Демографія
Згідно з переписом 2010 року, у селищі мешкала 201 особа в 109 домогосподарствах у складі 63 родин. Густота населення становила 11 осіб/км².  Було 727 помешкань (41/км²).
Расовий склад населення:
| - 96,0 % — білих - 0,5 % — корінних американців - 3,5 % — осіб інших рас |

До двох чи більше рас належало 0,0 %. Частка іспаномовних становила 4,5 % від усіх жителів.
За віковим діапазоном населення розподілялося таким чином: 7,5 % — особи молодші 18 років, 57,2 % — особи у віці 18—64 років, 35,3 % — особи у віці 65 років та старші. Медіана віку мешканця становила 59,8 року. На 100 осіб жіночої статі у селищі припадало 91,4 чоловіків;  на 100 жінок у віці від 18 років та старших — 95,8 чоловіків також старших 18 років.
Середній дохід на одне домашнє господарство  становив 95 646 доларів США (медіана — 56 875), а середній дохід на одну сім'ю — 114 722 долари (медіана — 78 750). За межею бідності перебувало 7,9 % осіб, у тому числі 8,3 % дітей у віці до 18 років та 0,8 % осіб у віці 65 років та старших.
Цивільне працевлаштоване населення становило 109 осіб. Основні галузі зайнятості: мистецтво, розваги та відпочинок — 40,4 %, освіта, охорона здоров'я та соціальна допомога — 21,1 %, роздрібна торгівля — 14,7 %.